# Traginops shewelli
Traginops shewelli är en tvåvingeart som beskrevs av Timothy M. Cogan 1975. Traginops shewelli ingår i släktet Traginops och familjen tickflugor.
Artens utbredningsområde är Uganda. Inga underarter finns listade i Catalogue of Life.